# Mesciniodes micans
Mesciniodes micans är en fjärilsart som beskrevs av George Francis Hampson 1896. Mesciniodes micans ingår i släktet Mesciniodes och familjen mott. Inga underarter finns listade i Catalogue of Life.